# Esercito dell'elettorato di Colonia
L'esercito dell'elettorato di Colonia (in tedesco ufficialmente Kurkölnische Armee), è stato l'esercito dell'elettorato di Colonia dal XVI secolo al 1803.

## Storia
Come tutti gli stati imperiali, anche l'elettorato di Colonia ricevette il diritto di possedere un proprio, piccolo esercito permanente con la pace di Vestfalia. Ad ogni modo le prime tracce di un esercito stabile di proprietà dell'elettore di Colonia si riscontrano già all'inizio del 1583 con lo scoppio della guerra di Colonia.
Dopo la Guerra dei Trent'anni, l'elettorato di Colonia (divenuto ormai una secondogenitura della famiglia Wittelsbach), sostenne perlopiù le politiche filofrancesi ed anti-asburgiche dei duchi e degli elettori di Baviera. Massimiliano Enrico di Baviera, in particolare, diresse apertamente la sua politica a favore della Francia e contro l'Impero, alleandosi con Luigi XIV nel 1671 e prese parte al suo fianco nella guerra contro i Paesi Bassi. Tuttavia questi conflitti armati si rivelarono ben poco vantaggiosi per l'elettorato e il paese divenne un vero e proprio teatro di guerra, devastato sia dalle truppe nemiche che da quelle imperiali. Nel 1673 Massimiliano Enrico venne costretto a fuggire da Colonia e nel 1674 venne costretto a concludere un accordo di pace separato coi Paesi Bassi. La fortezza e la città residenziale di Bonn erano già state occupate dall'esercito imperiale nel 1673 e rimasero tali sino al 1679. La città e la fortezza di Neuss furono più volte occupate dalle truppe francesi.
L'elezione di Giuseppe Clemente di Baviera ad arcivescovo di Colonia fu uno dei fattori scatenanti della guerra di successione del Palatinato dal momento che, su pressione di papa e imperatore, si schierò inizialmente contro la Francia salvo poi farne una sua alleata. Nel corso della guerra di successione spagnola, Giuseppe Clemente venne costretto a fuggire in esilio in Francia nel 1702 prima che l'esercito imperiale avanzasse su Bonn e poté farvi ritorno solo nel 1715. Al momento della sua morte, oltre a una guardia impiegata in modo del tutto cerimoniale, vi era all'attivo un reggimento di corpo di cavalleria, due reggimenti di guardie a piedi ed il reggimento di fanteria "von Kleist".

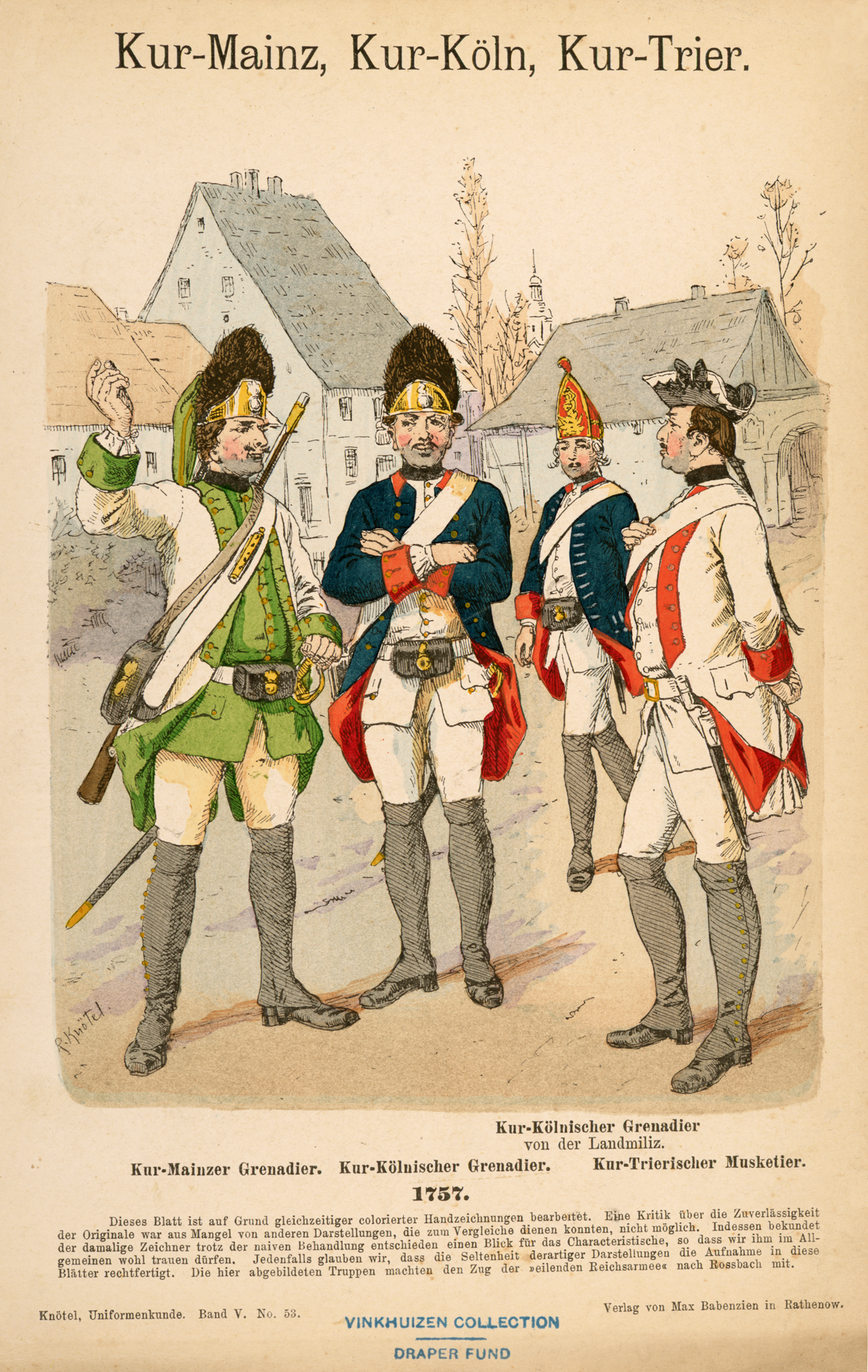
Uniforme da granatiere dell'esercito elettorale di Colonia (al centro) in un disegno di Richard Knötel.

Clemente Augusto di Baviera, suo successore, cambiò spesso le proprie alleanze. Nella guerra di successione polacca, si schierò con la Francia con l'intento di riarmare appieno il suo esercito, comprendente ora truppe provenienti anche dalle diocesi di Münster, Paderborn, Osnabrück e Hildesheim. Poiché in precedenza non era stato ufficialmente in grado di fornire il suo contingente all'esercito imperiale per la guerra contro la Francia, fu sanzionato dall'impero con l'alloggio delle truppe imperiali nei suoi confini.
Durante la Guerra dei Sette anni, Clemente Augusto fu alleato della Francia e dell'Austria contro Federico II di Prussia. La guerra si rivelò però ancora una volta dannosa per i possedimenti di Colonia dal momento che qui si svolsero gran parte dei combattimenti tra la coalizione francese e quella anglo-hannoveriana. Al momento della morte dell'elettore, il vescovado di Paderborn, con un danno subito pari a 7 371 milioni di Reichstaler fu uno dei territori più gravemente danneggiati dal conflitto. Sotto il suo successore Maximilian Friedrich von Königsegg-Rothenfels, migliorarono significativamente le finanze statali a Colonia ma ciò fu possibile anche per una drastica riduzione delle forze in armi e un conseguente risparmio. Nel 1784 l'arciduca Massimiliano d'Asburgo-Lorena venne eletto arcivescovo di Colonia. Nonostante il suo personale scetticismo riguardo ad una guerra dell'impero contro la Francia rivoluzionaria, quando questa scoppiò nel 1793, adempì ai suoi obblighi secondo i regolamenti previsti dall'impero e sino al 1799/1800 fornì regolarmente due reggimenti di combattenti. Nel corso della guerra della prima coalizione anti-francese, Massimiliano Francesco dovette lasciare Bonn nel dicembre 1792 prima della minaccia dell'avanzata francese. Gran parte dell'elettorato venne occupato e successivamente incorporato dalla Francia. Con la secolarizzazione dello stato nel 1803, venne sciolto anche l'esercito locale.

## Struttura
Fino alla metà del XVIII secolo, l'esercito dell'elettorato di Colonia era stato costituito essenzialmente da mercenari. Nel XVIII secolo, l'esercito iniziò ad organizzarsi in maniera stabile su due o quattro reggimenti di fanteria (a seconda del bisogno), un reggimento di cavalleria (all'epoca di Giuseppe Clemente ne vennero creati sino a tre), oltre ad un corpo di artiglieria e del genio. Dal 1752 venne costituito anche un corpo di ussari, con funzioni anche di polizia sul territorio diocesano.
Dal 1730, la formazione di tutti i militari di Colonia venne basata in maniera uniforme sul modello dei regolamenti delle esercitazioni imperiali. Dopo la guerra di successione austriaca, prese invece piede il modello prussiano che a Colonia venne accolto a partire dal 1752.
Tradizionalmente, il reggimento presente a Bonn era formato dai giovani cadetti delle famiglie aristocratiche dell'elettorato. Nel XVIII secolo l'esercito dell'elettorato di Colonia contava stabilmente 2 591 fanti, 576 cavalieri; il numero di uomini in casi di emergenza poteva essere significativamente aumentato,  come avvenne nel caso dei 13 119 uomini nel 1732 e dei 4 400 impiegati sulla fine del secolo.

## Fortezze
- Fortezza di Bonn: era considerata la fortezza più importante dell'elettorato di Colonia. Venne coinvolta in modo particolare nelle occupazioni della città nel 1673, 1689, 1703 e 1811, quando il complesso venne parzialmente distrutto.
- Rheinberg: alla Prussia dal 1702 al 1715, precedentemente parzialmente occupata dai francesi
- Kaiserswerth: distrutta nel 1702 nella guerra di successione spagnola
- Neuss: rasa al suolo nel 1680